# Салонга, Леа
Леа Салонга (англ. Lea Salonga; род. 22 февраля 1971, Эрмита) — филиппинская певица и актриса, в 19 и 20 лет ставшая одной из самых юных обладательниц британской театральной награды Лоуренса Оливье и американской театральной премии «Тони» в категории «Лучшая актриса в мюзикле» за главную роль Ким в мюзикле «Мисс Сайгон». Первая филиппинская певица, заключившая контракт с всемирно известной звукозаписывающей компанией. Леа Салонга известна как первая азиатская исполнительница ролей Эпонины и Фантины в мюзикле «Отверженные», а также как первая исполнительница роли Ким в мюзикле «Мисс Сайгон». Салонга подарила свой голос двум официальным диснеевским принцессам: Мулан и Жасмин.

## Ранние годы и образование
Леа Салонга родилась 22 февраля 1971 года в Анхелесе. Первые шесть лет жизни она провела в этом городе, затем семья переехала в Манилу. В 1978 году, в возрасте семи, Леа первый раз вышла на сцену в филиппинской постановке «Король и я». После этого она играла главную роль в мюзикле «Энни», а также присоединилась к составам постановок «Кошка на раскаленной крыше», «Скрипач на крыше», «До свидания, дорогая», «Бумажная луна», «Фантастикс». Помимо ролей в театре, Салонга вела собственное телевизионное шоу «С любовью, Леа» и участвовала в детской телепередаче That’s Entertainment. Кроме школы она посещала специальную программу для одаренных детей Музыкального колледжа при Университете Филиппин. Она снялась в нескольких фильмах ещё до окончания школы в 1988 году.
Салонга поступила в католический Университет Атенео де Манила. Именно там она проходила кастинг на роль в «Мисс Сайгон». Позднее, во время работы в Нью-Йорке, она прошла два курса в Линкольн-центре Фордхемского университета.

## Актёрская и музыкальная карьера

### Начало актёрской карьеры и«Мисс Сайгон»
В 1989 году Леа Салонгу выбрали на главную роль в новой постановке «Мисс Сайгон». Продюсеры мюзикла не смогли найти достаточно сильную вокалистку с азиатской внешностью в Великобритании и провели кастинг в других странах. Во время прослушивания 17-летняя Салонга исполнила On my own из мюзикла «Отверженные», после её попросили спеть Sun and Moon из партитуры «Мисс Сайгон», чтобы проверить соответствие её голоса музыкальному материалу. Члены жюри одобрили интерпретацию роли Леа и сразу отметили девушку как потенциальную Ким. Главной соперницей Салонги была Моник Уилсон, её подруга детства и коллега по филиппинскому театру. Впоследствии она стала заменой и получила роль Мими в первом составе мюзикла.
За своё исполнение Леа Салонга получила британскую награду Лоренса Оливье в номинации «Лучшая женская роль в мюзикле» в 1989—1990 годах. В апреле 1991 года постановка была перенесена на Бродвей. За исполнение этой же роли на бродвейской сцене Салонга выиграла ещё несколько наград, включая премии «Тони» и «Драма Деск». С 1993 по 1996 годы она участвовала в постановке уже в качестве приглашенной звезды. В 1999 году она была приглашена в Лондон, сыграть в закрытии мюзикла, а в 2001 году участвовала в филиппинской постановке и закрывала Бродвейскую.

### Дальнейшая карьера
В 1993 году Леа Салонга участвовала в 65-й церемонии церемонии вручения Оскара и исполняла песню «A Whole New World» из мультфильма «Аладдин» телекомпании Disney. Песня завоевала Оскар. В этом же году она дебютировала в роли Эпонины в мюзикле «Отверженные» на Бродвее. Чуть позже выпустила первый международный сольный под названием «Леа Салонга» (Atlantic Records). В 1994—1995 гг. она участвовала в различных постановках на Филиппинах и в Сингапуре, а также снялась в нескольких телевизионных и художественных фильмах.
В 1995 году Камерон Макинтош пригласил Леа Салонгу для участие в концерте, посвященном 10-летию мюзикла «Отверженные», в Королевском Альберт-холле в роли Эпонины. Состав этого концерта до сих пор называют Лучшим составом «Отверженных» («Les Misérables Dream Cast» — досл. Состав мечты). Партнёрами Салонги были Колм Уилкинсон, Майкл Болл, Джуди Кунн. В 1996 году она вновь играет Эпонину, на этот раз в лондонской постановке.
С 1997 по 2000 год Салонга выпускает несколько альбомов, участвует в благотворительных концертах. В 1998 году она «подарила» свой голос ещё одной диснеевской принцессе Мулан, исполнив песни в мультфильме (основной голос принадлежит американской актрисе китайского происхождения Минг-На Вен). В 2001 и 2003 годах Салонга исполняет эпизодическую роль Ли Хьюс в мыльной опере Как вращается мир, которую в конце 80-х годов исполняла также Минг-На Вен. В 2004 году в мультфильме Мулан II главная героиня опять пела голосом Салонги.
В 2006 году Леа закрывала 15-е Азиатские игры в городе Доха песней «Triumph of The One». В 2007 году она выпускает свой первый за семь лет альбом под названием Inspired, а также завершила свой очередной цикл выступлений на Бродвее, на этот раз в качестве Фантины в «Отверженных».
С конца 2008 года по середину 2009 году Салонга исполняла заглавную роль в тридцатинедельном азиатском турне мюзикла Роджерса и Хаммерстайна «Золушка». Премьера состоялась в Маниле в июле 2008 года.
В июле 2009 года Салонга стала лицом косметической компании Avon на Филиппинах.
В июле и августе 2010 году Леа Салонга исполняла роль Гризабеллы в манильской постановке «Кошек» Эндрю Ллойда Уэббера. 10 октября 2010 года она исполнила роль Фантины в концерте, посвящённом 25-летию мюзикла «Отверженные», спустя 15 лет после своего появления на 10-летии мюзикла в роли Эпонины.
19 августа 2011 года Салонга получила титул Легенды Диснея.
Она была выбрана судьёй 60-го конкурса «Мисс Вселенная 2011», проходившем в бразильском городе Сан-Паулу 12 сентября 2011 года.
В феврале 2013 года Салонга объявила, что она будет одним из четырёх наставников конкурса «Голос Филиппин», премьера которого состоялась 23 июня.
В январе 2014 года Салонга подтвердила своё возвращение во второй сезон шоу, а также участие в премьере конкурса «Голос Филиппин: Дети».

## Голос и тембр
Голос Леи Салонги сопрано. Для озвучки обеих диснеевских принцесс Салонга использовала свой тембр вплоть до фа третьей октавы. Партия Ким в мюзикле «Мисс Сайгон» отлична тем, что в ней певица использовала весь свой голосовой диапазон.